# Carlos Alberto Fernandes
Carlos Alberto Fernandes (* 18. Dezember 1979 in Kinshasa, Zaïre) ist ein angolanisch-portugiesischer Fußballtorhüter. Er spielt seit Mitte 2017 für UD Vilafranquense in der dritten portugiesischen Liga, der Campeonato Nacional de Seniores.

## Karriere

### Verein
Carlos kam bereits in jungen Jahren nach Portugal. Seine Karriere begann er bei seinem Heimatverein UD Vilafranquense in der dritten portugiesischen Liga, der Segunda Divisão. Im Jahr 2001 verpflichtete ihn der damalige Zweitligist SC Campomaiorense. Dort konnte er sich nicht durchsetzen und wechselte zu Amora FC in die Segunda Divisão. Im Jahr 2003 erhielt er beim FC Felgueiras eine neue Chance in der Segunda Liga. Er wurde zur Stammkraft und wurde im Sommer 2004 von Erstligist Boavista Porto verpflichtet. Anfang 2016 verließ er Portugal und schloss sich dem rumänischen Rekordmeister Steaua Bukarest an. Dort gewann er mit der Meisterschaft 2006 seinen ersten Titel. Im Laufe der Hinrunde 2006/07 verlor er seinen Platz an seinen Konkurrenten Cornel Cernea. Im Sommer 2007 kehrte er zu Boavista zurück.
Anfang 2008 nahm ihn der iranische Klub Foolad FC unter Vertrag. Mitte 2009 holte ihn Rio Ave FC zurück nach Portugal. Ein Jahr später wechselte er zu Bucaspor in die türkische Süper Lig. In der Hinrunde 2010/11 war er zunächst die Nummer eins im Tor. Zu Beginn des Jahres 2011 verlor er seinen Platz an den neu verpflichteten Pavel Londak. Nach dem Abstieg blieb Carlos bei Bucaspor, kam aber nicht mehr zum Zuge. Im Sommer 2012 kehrte er erneut nach Portugal zurück, wo er bei Zweitligist CD Feirense anheuerte. Ein Jahr später schloss er sich Ligakonkurrent Moreirense FC an, mit dem er den Aufstieg 2014 erreichte. Seit Mitte 2015 spielte er für Clube Recreativo da Caála in Angola. Dort blieb er bis zum Ende der Saison 2016. Anschließend kehrte er nach Europa zurück, wo er sich im Sommer 2017 seinem Heimatverein UD Vilafranquense anschloss.

### Nationalmannschaft
Er stand im Kader der angolanischen Nationalmannschaft zur Afrikameisterschaft 2010 im eigenen Land.

## Erfolge
- Rumänischer Meister: 2006